# Галицыно (Краснодарский край)
Гали́цино (Галицино) — село в Адлерском районе муниципального образования город-курорт Сочи Краснодарского края. Входит в состав Молдовского сельского округа.

## География
Расположено на высокой террасе правого берега реки Мзымты, в 42 км к юго-востоку от Центрального Сочи и в 35 км от берега Чёрного моря.

## История
Основано на старой дороге из Адлера на Красную Поляну. Из села берёт своё начало спуск к греческому селу Лесное.

## Население
| 2002 | 2010 |
| ---- | ---- |
| 762  | ↗991 |

## Достопримечательности
- Храм Галицыно
- Каньон реки Псахо